# Akademos (chór)
Chóry Akademos – chóry Międzynarodowych Szkół Paderewski (Liceum Ogólnokształcące oraz Szkoła Podstawowa) w Lublinie, z których pierwszy - Akademos High School (Liceum) został założony we wrześniu 2006 roku z inicjatywy dyrygentki Elżbiety Niczyporuk w ramach Ogólnopolskiego Programu Chórów Szkolnych „Śpiewająca Polska”. Kolejne powstały w latach 2010 (Akademos Junior – chór klas 4 – 8 Międzynarodowej Szkoły Podstawowej Paderewski) i 2013 (Akademos Kids – klas 1–3 MSP). Chóry wykonują utwory zarówno a'capella, jak i z akompaniamentem. Mają w swoim dorobku liczne nagrody i wyróżnienia na szczeblu wojewódzkim, ogólnopolskim i międzynarodowym. Okazjonalnie koncertują w Filharmonii Lubelskiej. Mają na swoim koncie liczne koncerty zagraniczne: Wenecja, Paryż, Barcelona, Rzym, Wiedeń, Baden Baden, Norwegia, Grecja,  USA i inne. W 2022 r. chór Akademos High School wystąpił w sali koncertowej Carnegie Hall w Nowym Jorku, wygrywając konkurs "Sounds of Spring Festival" i zdobywając Złoty Dyplom. Podczas konkursu dyrygowała założycielka zespołu Elżbieta Niczyporuk, a akompaniował Szymon Piotr Nowak (asystent dyrygentki).

## Osiągnięcia

### Chóru AKADEMOS High School
Źródło.
- Złoty Dyplom w New York "Sounds of Spring Festival 2022" w Carnegie Hall
- Złoty Dyplom, Nagroda Specjalna dla Najlepszego Chóru Mieszanego, Nagroda Specjalna za najlepiej wykonany utwór rozrywkowy w II Ogólnopolskim Konkursie Chórów Licealnych w Kaliszu
- Złoty Dyplom na IV Międzynarodowym Festiwalu Chórów MRF w Wenecji
- Złoty Dyplom na II Międzynarodowym Konkursie Chórów Cantu Gaudeamus
- Wyróżnienie na XXI Międzynarodowym Festiwalu Kolęd i Pastorałek w Będzinie
- II Nagroda w I Ogólnopolskim Konkursie Cantantens Lublinensis
- Jedenastokrotny Złoty Dyplom w Wojewódzkim Konkursie Chórów Szkolnych w Lublinie
- Złoty Dyplom na Ogólnopolskim Konkursie Kolęd i Pastorałek w Karczmiskach
- Nagroda Kuratora Oświaty oraz nagroda Specjalna Dziekana Wydziału Artystycznego UMCS w III Wojewódzkim Konkursie Chórów Szkolnych

### Chóru AKADEMOS JUNIOR
Źródło.
- Dziesięciokrotny[potrzebny przypis] Złoty Dyplom w Wojewódzkim Konkursie Chórów Szkolnych
- Srebrny Dyplom na VIII Międzynarodowym Konkursie „Music and sea” w Grecji
- Złoty Dyplom w IV Międzynarodowym Konkursie Cantantes Lublinensis
- Nagroda Specjalna w X Wojewódzkim Konkursie Chórów Szkolnych
- Złoty Dyplom w Przeglądzie Cor Cantans 2013
- Złoty Dyplom na IV Międzynarodowym Festiwalu Chórów MRF w Wenecji

### Chóru Akademos Kids
Źródło.
- Złoty Dyplom w XXV Ogólnopolskim Konkursie Kolęd i Pastorałek w Puławach
- II Nagroda w Sezonie Artystycznym 2017